# 진보하라역
진보하라역(일본어: 神保原駅, じんぼはらえき)은 일본 사이타마현 고다마군 가미사토정에 있는 동일본 여객철도（JR동일본）다카사키 선의 역이다.

## 타는 곳
| 1    | ■다카사키 선                          | 구마가야・오미야·우라와·아카바네·우에노 방면                                   |
| 1    | ■쇼난 신주쿠 라인（도카이도 선 직결） | 구마가야・오미야·이케부쿠로・신주쿠・요코하마・오후나・히라쓰카・오다와라 방면 |
| 2・3 | ■다카사키 선                          | 다카사키・마에바시 방면                                                        |

- 현재, 2번 타는 곳에 여객열차는 진입을 하지 않음.

## 인접역
동일본 여객철도
■다카사키 선・■■쇼난 신주쿠 라인
혼조 - 진보하라 - 신마치